# Festa de Iemanjá
A Festa de Iemanjá é uma celebração religiosa em homenagem à orixá Iemanjá ocorrida no seu dia, 2 de fevereiro. Em Salvador, capital do estado brasileiro da Bahia, é uma das mais populares e valorizadas do ano e atrai uma multidão imensa de fiéis e admiradores às praias do Rio Vermelho. Na ilha de Itaparica, por ser um pouco afastada de Salvador, é feita pelos moradores e apreciada pelos visitantes da ilha de salvador.

## Festa do Rio Vermelho

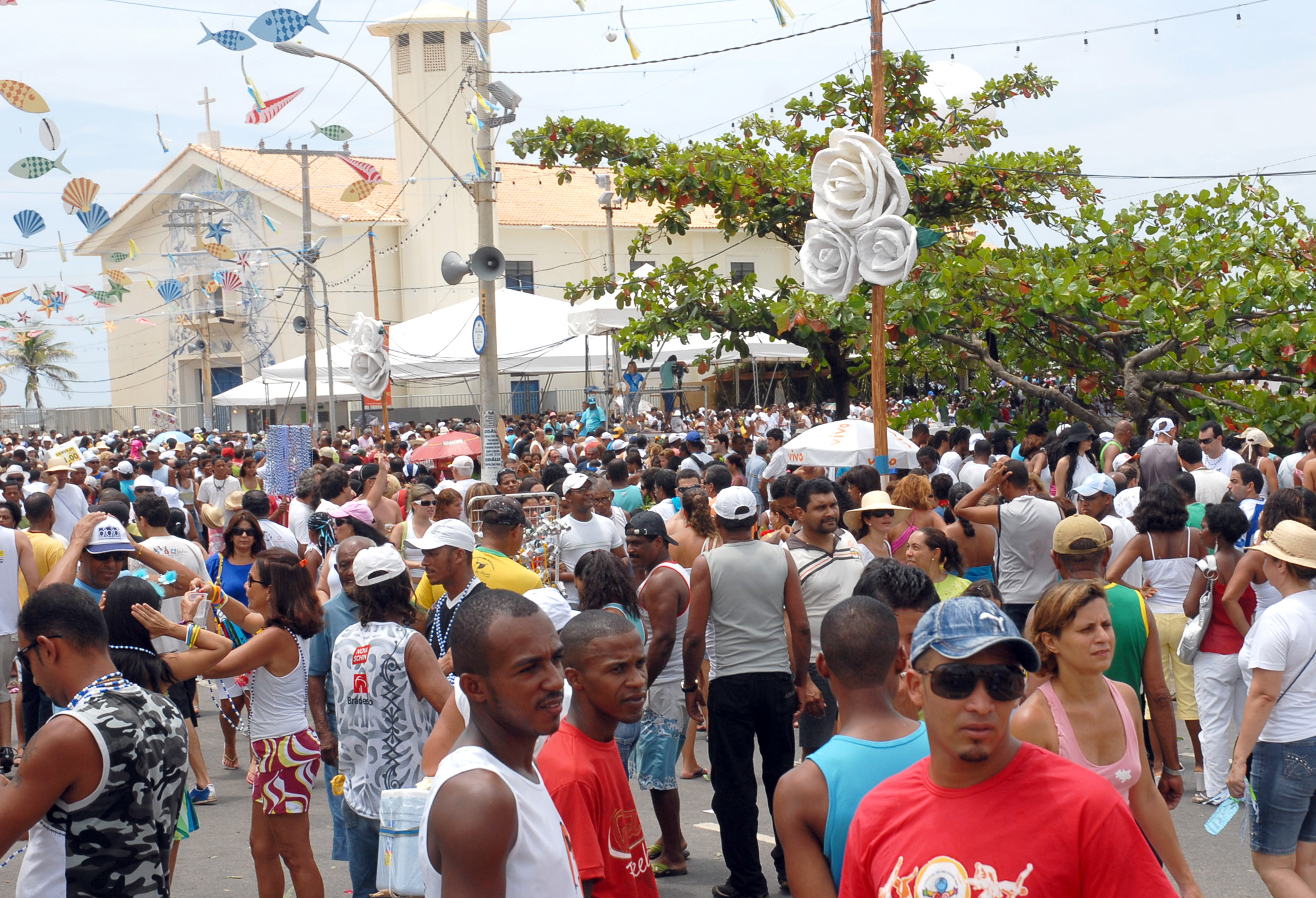
Festa de Iemanjá na praia do rio vermelho

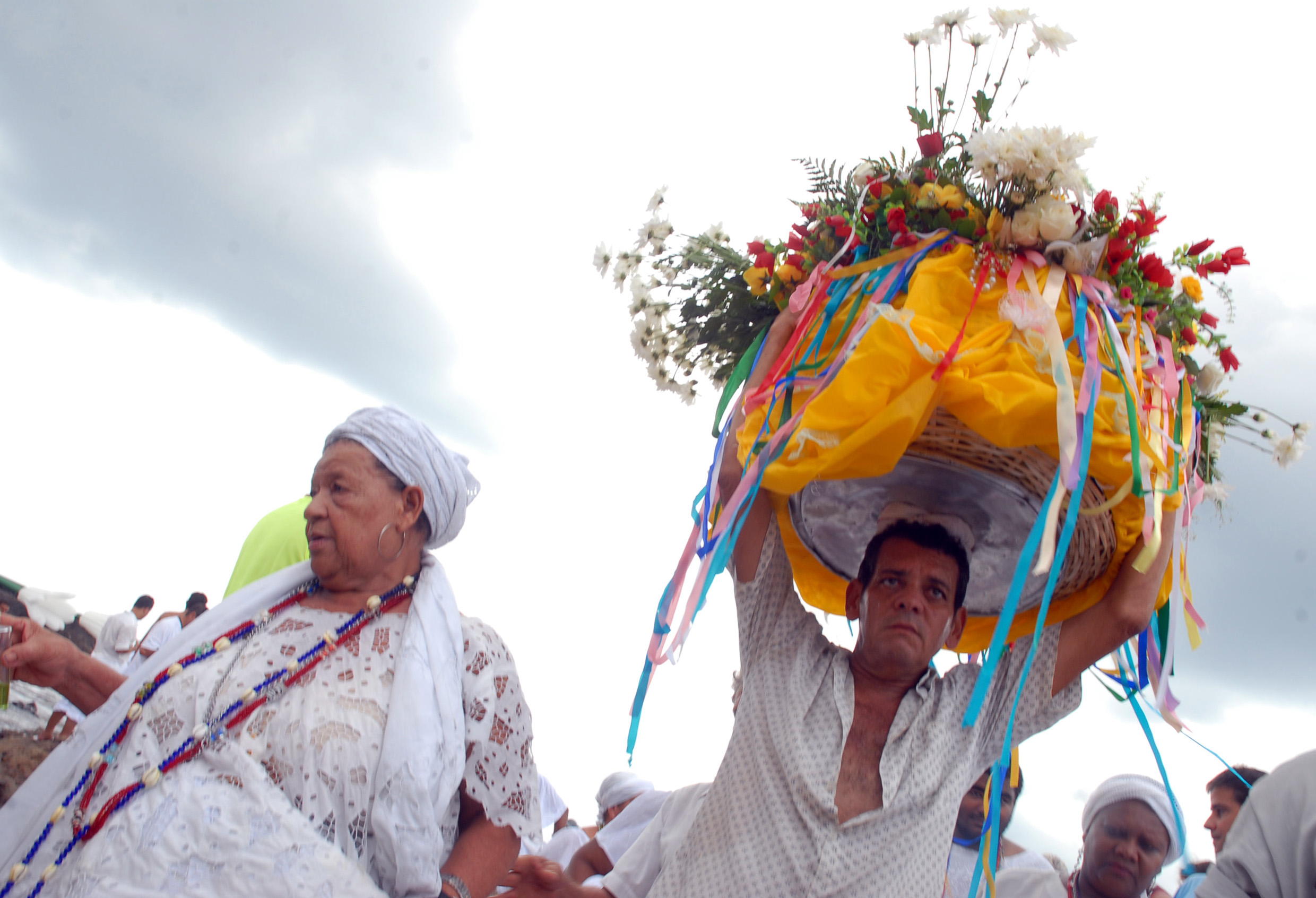
Ialorixá levando o balaio para Iemanjá

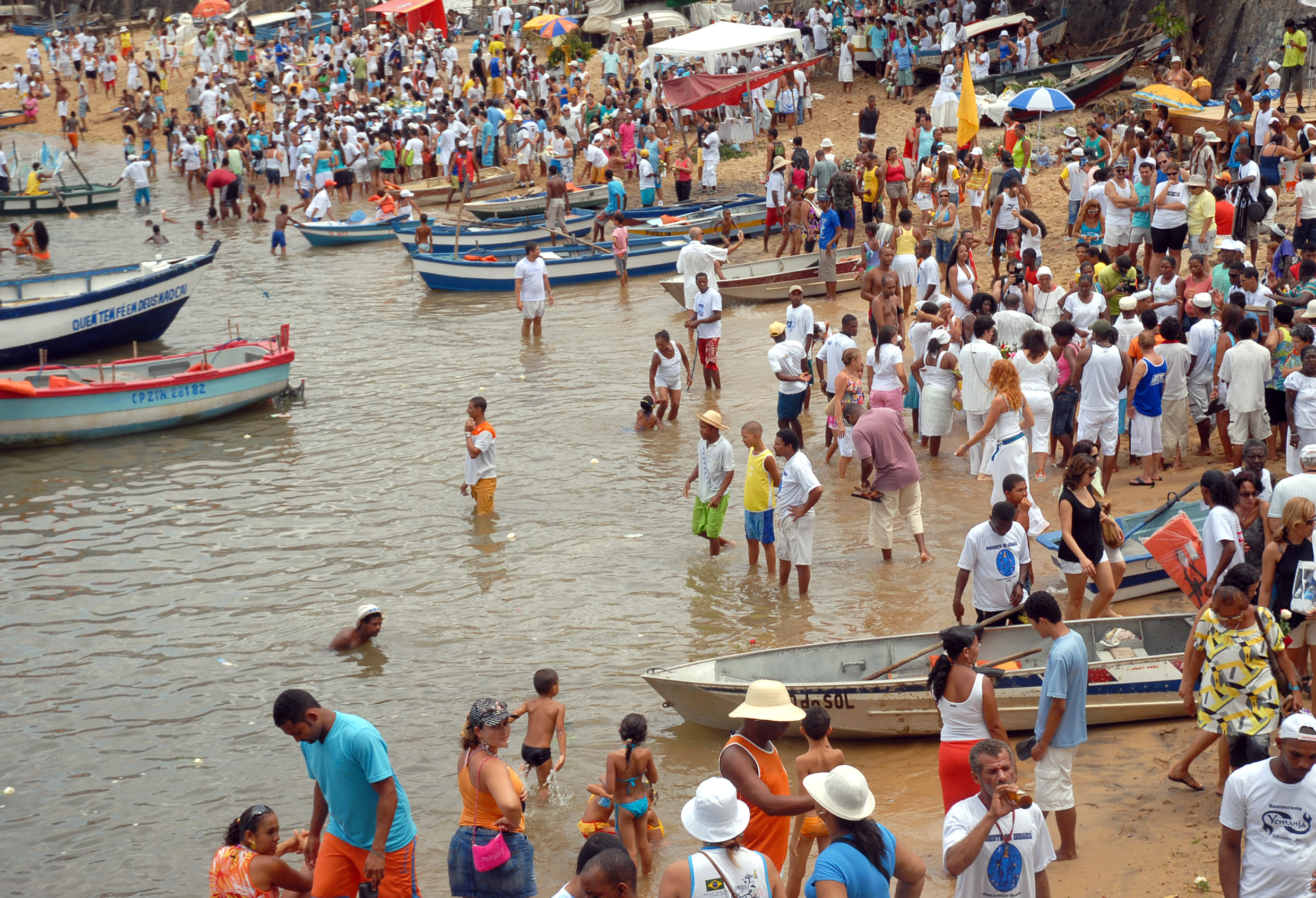
Praia do Rio Vermelho 2 de Fevereiro

Em Salvador, ocorre anualmente, no dia 2 de fevereiro, a maior festa do país em homenagem à Iemanjá. Esta celebração é uma instituição contemporânea que vem provocando imitações no Rio de Janeiro e Recife. O motivo da data explica P. Verger, seria pela influência do sincretismo de Oxum com Nossa Senhora das Candeias que é celebrada nesse dia, este outro orixá relacionado às águas doces é presenteado antes do tradicional presente de Iemanjá no dique do Tororó, a meia noite do início do dia das festividades, onde segundo Edison Carneiro eram feitas inicialmente as oferendas a Iemanjá.
A festa que teria surgido quando a celebração do presente de Iemanjá no candomblé migrou do Dique do Tororó para o mar em 1924, viria a substituir a tradicional festa de Sant'Ana, que ainda é celebrada pelos pescadores que segundo S. Blass, "participam da missa no dia 29 de junho, em homenagem a São Pedro, realizada na vizinha Igreja Católica de Sant’ Ana, também localizada na praia do Rio Vermelho."
A Casa do Peso, importante no festejo, é localizada próxima a Igreja desse culto católico predecessor, é nela que são depositados objetos e instrumentos utilizados pelos pescadores na sua rotina de ofício, e as balanças utilizadas para a pesagem da pescaria. Nesse mesmo casebre há um lugar reservado para o culto à Iemanjá, "No primeiro cômodo da casa existem várias imagens de Iemanjá, água, pedras, búzios e flores. No mesmo espaço os fiéis acendem velas. Do lado de fora, logo em frente, vê-se uma sereia.", registra S. Couto. A escultura de Iemanjá que fica em frente a Casa do Peso foi produzida por Manoel Bonfim, escultor, ceramista, em 1970.
O culto de Sant'Ana que lhe serviu de base, ocorria anualmente numa data móvel geralmente entre os meses de janeiro e fevereiro, teve início em 1823, a festa que possuía grande liberdade na sua organização por parte dos jangadeiros passaria por sérias modificações. S. Couto a respeito da mudança de festejos registra: "O processo de transformação foi lento e promovido por diferentes fatores. A Romaria dos Jangadeiros foi modificada, em parte, pela chegada dos veranistas à localidade durante a segunda metade do século XIX e a festa religiosa foi carnavalizada. Mas seria injusto colocar toda a culpa das mudanças nos recém-chegados. É provável que a essa altura a lenda da aparição de Sant’Ana aos pescadores já tivesse perdido o significado e a motivação inicial para a realização dos festejos, fazendo com que aceitassem a interferência externa. Ainda há que se levar em consideração outros fatos importantes. Uma série de conflitos ideológicos, existentes nas primeiras décadas do século XX entre as novas orientações do clero e os costumes dos pescadores vinculados ao Candomblé, também favoreceu as mudanças." Com a criação da Paróquia de Sant'Ana em 1913 já fica bem evidente a perda de espaço e autonomia na arrumação da igreja e dos festejos, a repressão de costumes ocorre com a supervisão de um padre permanente, o que acarretaria em sérios conflitos, lenta decadência do culto a Sant'Ana já é perceptível.
Em 1930, quando o padre da sua igreja recusa-se a celebrar a missa, durante a discussão a manifestação do sermão do sacerdote quanto ao que ele considerava como práticas ignorantes, referindo-se diretamente aos presentes a uma mulher com rabo de peixe, teria deixado os pescadores ofendidos ao ponto que os antigos moradores da praia do Rio Vermelho em represálias, deixaram de pedir a celebração da missa no dia da entrega dos presentes, e assumiram os aspectos do culto da Rainha do Mar, que somente seria denominado como Festa de Iemanjá em 1960. Vallado evidencia a perda gradual do caráter religioso da festa. Desde então a Igreja de Santana, localizada no mesmo local da festa, sempre mantém as portas fechadas no dia 2 de fevereiro.
Hoje em dia as homenagens a essa orixá começam de madrugada, com devotos do candomblé, da umbanda e do catolicismo colocam as ofertas e bilhetes com pedidos em balaios que serão levados para o alto mar. Esses balaios são levados por cerca de 300 embarcações, com o saveiro com a oferenda dos pescadores sempre a frente do cortejo.
As pessoas independente de religião comemoram do mesmo jeito, levando flores, perfume, champanhe, velas, mas tem gente que nunca ouviu falar da lenda da Iemanjá.
A festa tem a finalidade de agradar a rainha do mar, na esperança que ela possa abençoar cada vez mais os pescadores.

### Presente de Iemanjá
O ápice da Festa do Rio Vermelho é o momento da saída do presente principal de Iemanjá. A colônia dos pescadores Z-1, organizadora da festa, confecciona a homenagem que sai do caramanchão no final da tarde em procissão marítima para a entrega no Buraco de Iaiá, local em formato de concha situado a 3 milhas náuticas da terra. Em 2025, a ornamentação ficou a cargo do Terreiro Olufanjá (Ilê Axé Iyá Ofulandê). 

##### Balaio Verde
Nos anos 2000, foi iniciado o movimento Balaio Verde, voltado à conscientização ambiental na festa religiosa. O movimento orienta os devotos de Iemanjá que priorizem presentes biodegradáveis, como flores, frutas ou sabonetes sem a embalagem, e não presenteiem a Rainha do Mar com espelhos, bonecas, pentes de plástico e vidros de perfume. O mote é "quem ama a Rainha do Mar não suja sua casa". 

### Tombamento
A Festa de Iemanjá foi tombada em 2020 como Patrimônio Cultural de Salvador, escrita no “Livro do Registro Especial dos Eventos e Celebrações”. O Registro Especial de Patrimônio Imaterial pela Prefeitura Municipal de Salvador é uma maneira de preservar a tradição, que ocorre desde os anos de 1920. Uma vez tombada, é elaborado um plano de salvaguarda.
A solicitação de tombamento foi feita pela Ordem dos Advogados do Brasil, Secção Bahia, e foi apoiada pelos pescadores. O dossiê técnico  foi elaborado pela Fundação Gregório de Mattos (FGM).
A Festa de Iemanjá também foi tombada no Distrito Federal, onde é realizada na Praça dos Orixás, próximo à Lagoa Paranoá. O tombamento ocorreu em 2018 e levou mais de um ano para ser concretizado. O dossiê técnico elaborado pela Subsecretaria do Patrimônio Cultural.

## Festa no Rio de Janeiro
A festa de Iemanjá no Rio de Janeiro é comemorada por todos os bairros, em terreiros. No candomblé a homenagem ocorre dia 2 de fevereiro, na umbanda ocorre no dia 15 de agosto e em 31 de dezembro é festejada por todas as pessoas que comemoram a passagem do ano nas praias. Em todas as datas de comemoração, fieis e simpatizantes pulam sete ondas, acendem velas e colocam flores brancas em barquinhos, e os lançam ao mar. No último dia do ano o número de participantes da festa se torna relativamente maior.

## Festa em São Paulo
A festa de Iemanjá no estado de São Paulo é feita na Baixada Santista e em quase todas as praias do litoral paulista. No dia 2 de fevereiro pelo povo de candomblé, no dia 8 de dezembro pela umbanda, e 31 de dezembro por pessoas de várias religiões que querem homenagear a Orixá, chamada de Iemanjá.